# Jemeni asztrild
A jemeni asztrild (Estrilda rufibarba) a madarak osztályának verébalakúak (Passeriformes) rendjébe, ezen belül a díszpintyfélék (Estrildidae) családjába tartozó faj.

## Rendszerezése
A fajt Jean Cabanis német ornitológus írta le 1851-ben, a Habropyga nembe Habropyga rufibarba néven.

## Előfordulása
Az Arab-félszigeten, Szaúd-Arábia és Jemen területén honos. 
Természetes élőhelyei a szubtrópusi vagy trópusi száraz cserjések, mocsarak, folyók és patakok környékén, valamint szántóföldek. Állandó, nem vonuló faj.

## Megjelenése
Testhossza 10 centiméter.

## Természetvédelmi helyzete
Az elterjedési területe nagyon nagy, egyedszáma ugyan csökken, de még nem éri el a kritikus szintet. A Természetvédelmi Világszövetség Vörös listáján nem fenyegetett fajként szerepel.